# Alwine Schroedter
Alwine Heuser épouse Schroedter, née le 13 février 1820 à Gummersbach et morte le 12 avril 1892 à Karlsruhe, est une peintre allemande.

## Biographie
Alwine Heuser passe sa jeunesse à Gummersbach. Son père est le marchand protestant Heinrich Daniel Theodor Heuser (1767-1848), fils de Johann Peter Heuser, grossiste de vin ; il avait épousé sa mère Katharina Luisa Jügel (1776-1841) le 21 août 1804 à Gummersbach. Alwine avait cinq frères et sœurs : Luisa (1805–1874), qui sera peintre, Henriette Emma (1807–1875), Adelheid, Adeline, qui sera aussi peintre (1809–1897), Daniel (né en 1814) et Ida (1817-1880). Sa tante, Henriette Jügel, arrivée à Gummersbach en 1806, la familiarise avec le tricot, la peinture et le dessin. À 17 ans, Alwine Heuser se rend à Francfort-sur-le-Main, chez son oncle, l'éditeur Carl Christian Jügel.
Le 2 juin 1840, elle épouse le peintre de Düsseldorf Adolph Schroedter, grâce à qui elle rencontre de nombreux protagonistes de l'école de peinture de Düsseldorf, comme Wilhelm von Schadow, Andreas und Oswald Achenbach, Alfred Rethel, Karl Ferdinand Sohn, Eduard Bendemann, Johann Wilhelm Schirmer, Ludwig des Coudres, Carl Friedrich Lessing, Robert Reinick, Hans Fredrik Gude… Le milieu romantique tardif de Düsseldorf laisse une impression durable sur son art. En 1848, Alwine Schroedter déménage avec son mari à Francfort-sur-le-Main, où elle est déjà familière, où le couple appartient au groupe du psychiatre et auteur de livres pour enfants Heinrich Hoffmann. Pendant ce temps à Francfort, Alwine Schroedter commence à donner des cours de dessin privés avec son mari et à se faire un nom à travers de premières publications. En 1854, Alwine et Adolph Schroedter retournent à Düsseldorf. Au Pfannenschoppenstrasse 35 (plus tard Klosterstrasse), dans l'ancienne maison de Johann Wilhelm Schirmer, ils sont les voisins immédiats du couple d'artistes Marie et Rudolf Wiegmann.
En 1859, Adolph Schroedter est nommé professeur d'ornementation à la Großherzoglich Badische Kunstschule Karlsruhe, fondée en 1854, où le directeur Schirmer et Des Coudres et Lessing, qui a épousé sa sœur Ida en 1841, sont professeurs. Adolph et Alwine Schroedter ont à l'époque déjà deux fils, Maximilian (1842-1908) et Roderich (1843-1894), et deux filles, Malvine (1847-1901) et Adeline (1851-1928). Ils s'intéressent à une scène artistique émergente, liée au cercle autour du directeur de théâtre de Karlsruhe Eduard Devrient. Les Schroedter reçoivent la visite des musiciens Johannes Brahms et Clara Schumann, que le couple avait déjà rencontrés à Düsseldorf. À certains moments, le peintre et lithographe Wilhelm Riefstahl (de) est une connaissance proche des Schroedters, qui en 1872 déménagent à Mühlburger Allee 3 (Moltkestrasse 3), puis à la lisière de la forêt de Hardtwald (en), pour avoir leur propre maison conçue de manière artistique. Adolph Schroedter tombe malade peu de temps après et meurt le 9 décembre 1875 à l'âge de 70 ans.
Après la mort de Des Courdres, Lessing et sa femme jusqu'au début des années 1880, d'autres amis et collègues de son défunt mari sont appelés dans d'autres écoles et ses enfants se marient (leur fille Malvine se marie le 22 août 1871 avec le peintre historique Anton von Werner), elle vit solitaire dans sa « Waldhaus », elle utilise une partie des pièces comme école de dessin privée pour femmes. La plus éminente de ses élèves est Louise de Prusse, à qui elle enseigne en 1859. Ce contact conduit à une relation à long terme et plus étroite entre les femmes qui se rendent mutuellement visite. Une autre élève est Jenny Fikentscher (de), protagoniste de l'école de Grötzingen (de). Alwine Schroedter a des problèmes cardiaques à la fin de sa vie, elle meurt le 12 avril 1892 dans sa "Waldhaus", où la Grande-Duchesse de Bade lui rendit ses derniers hommages le surlendemain. La Kunsthalle Karlsruhe lui rend hommage au cours de son année de décès avec une exposition rétrospective, qui présente également des œuvres d'Adolph Schroedter.

## Œuvre

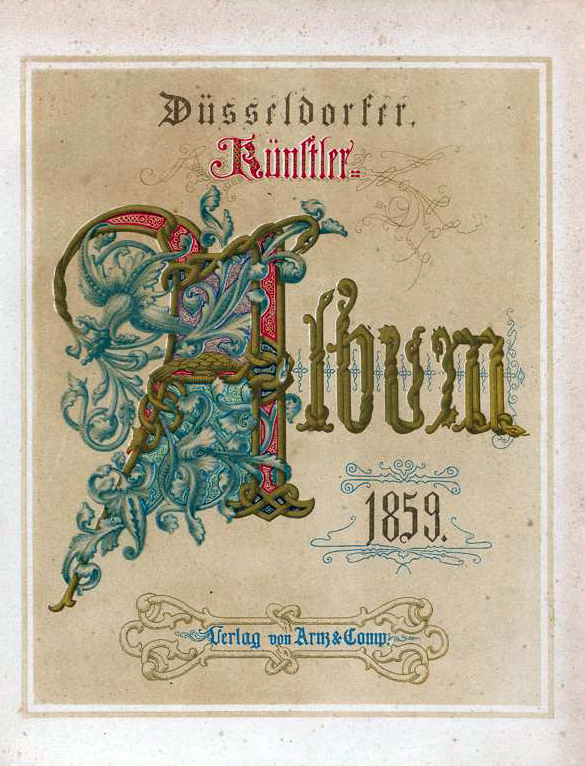
Couverture de Düsseldorfer Künstler-Album, 1859

Alwine est encouragée par son mari à faire du travail artistique. Dans ses sujets de couvertures de livre et d'allégories, de peinture de lettrines et florale, elle développe une maîtrise de façon indépendante, utilisant des innovations techniques comme la chromolithographie. L'importance de son travail se rapproche de celle d'Hermine Stilke (de), qui, comme elle, est l'un des artistes allemandes les plus importants du XIXe siècle. Enracinée dans un concept romantique et décoratif de Düsseldorf, Alwine Schroedter ne se lie pas d'amitié avec le naturalisme.